# Calluneyrodes callunae
Calluneyrodes callunae là một loài côn trùng cánh nửa trong họ Aleyrodidae, phân họ Aleyrodinae.
Calluneyrodes callunae được Ossiannilsson miêu tả khoa học đầu tiên năm 1947.